# Arsenał Piaskowy

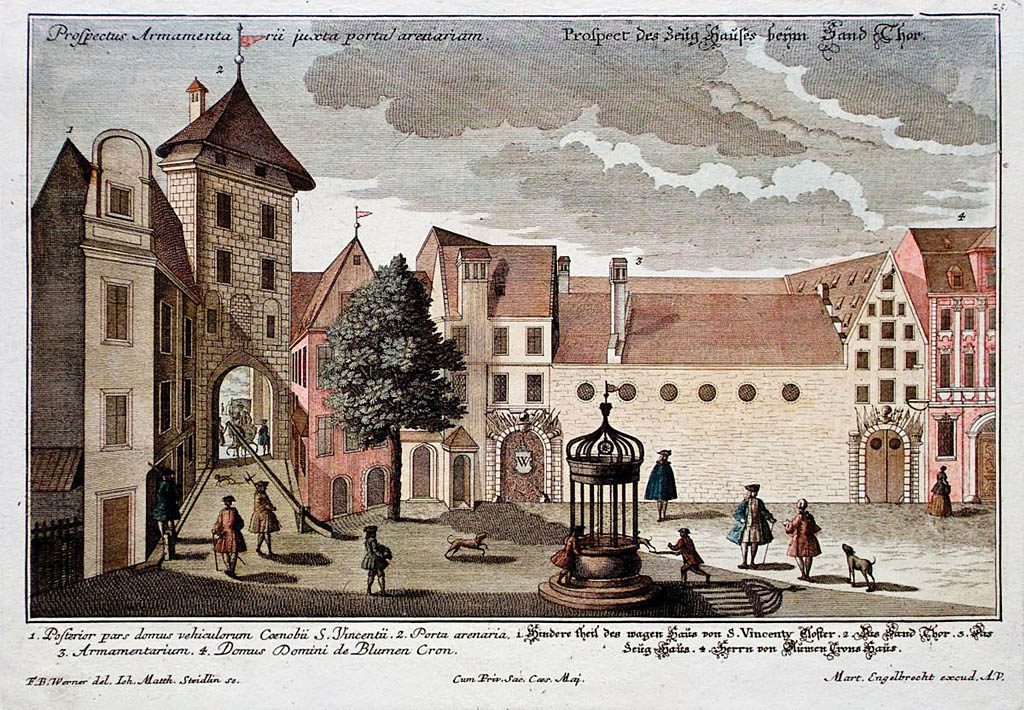
Plac przed Bramą i Arsenałem Piaskowym, XVIII wiek.
Arsenał Piaskowy (z małymi okrągłymi oknami) oznaczony numerem 4.

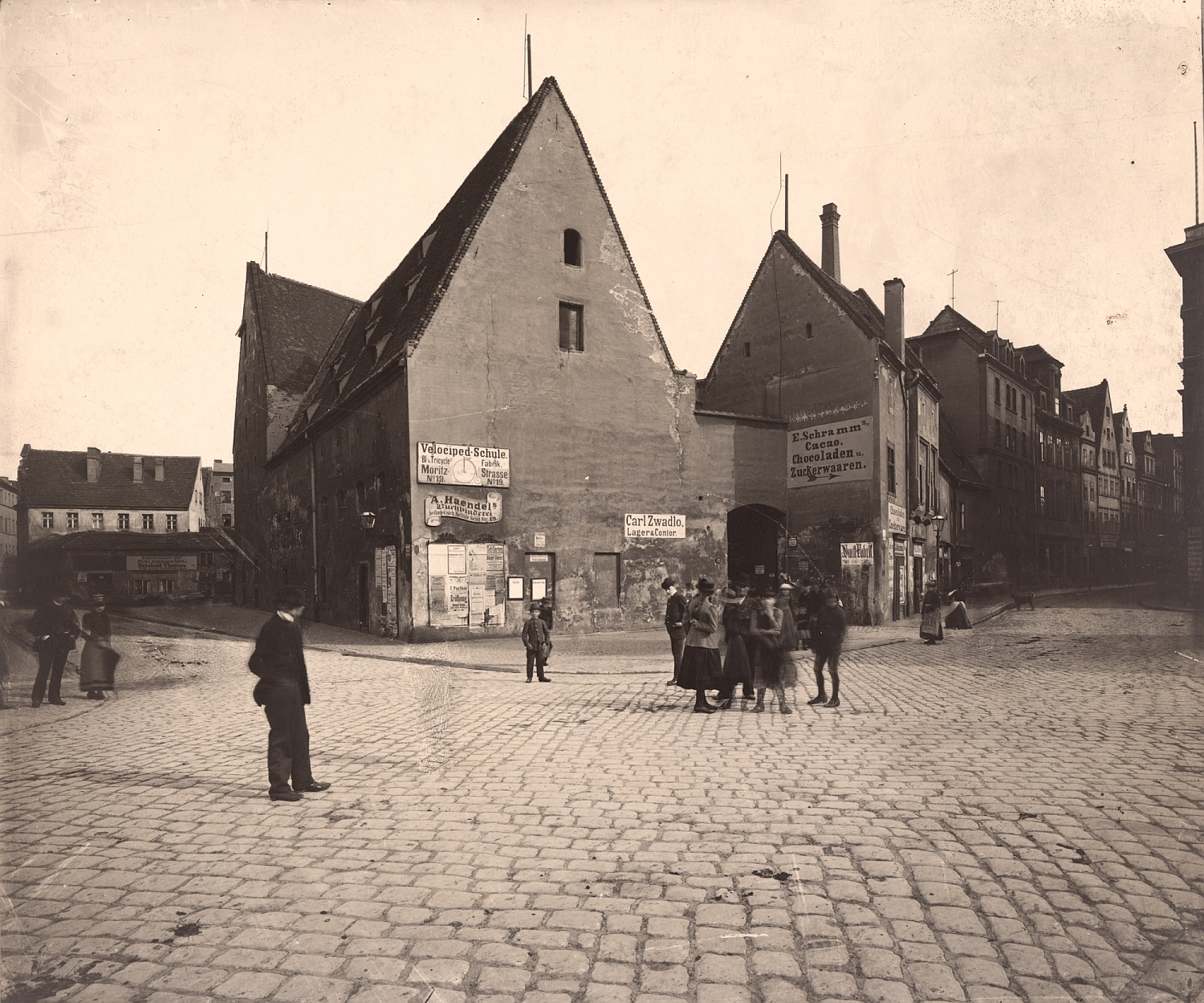
Rok 1905: Arsenał Piaskowy (budynek po lewej)
krótko przed jego zburzeniem i budową Hali Targowej

Arsenał Piaskowy – budynek służący do przechowywania broni, znajdujący się we Wrocławiu, w pobliżu wyspy Piasek. Rozebrany w 1906 roku.

## Historia
Arsenał został wzniesiony na miejscu średniowiecznego (wzmiankowanego od 1346) dworu biskupów lubuskich, który w 1511 odkupiła rada miejska i w 1519 rozpoczęto na tym miejscu budowę spichlerza i zbrojowni (arsenału), a w 1525 była już tam przechowywana broń.
Obiekt był zespołem 2- i 3-kondygnacyjnych budynków z dwuspadowymi dachami otaczających czworoboczny dziedziniec wewnętrzny. Budynki południowy i zachodni miały stropy opierające się na rzędach drewnianych słupów, pozostałe miały stropy sklepione. Brama prowadząca na dziedziniec znajdowała się od strony zachodniej.
W 1906 Arsenał został rozebrany, a w jego miejscu w latach 1906–1908 wybudowano Halę Targową nr I według projektu Richarda Plüddemanna i Heinricha Küstera.

## Toponimia
Określenie „Piaskowy” w nazwach Arsenału, Bramy, Mostu i ulicy (również w języku niemieckim np. Sandbrücke i Sandstraße) pochodzi od nazwy Wyspy Piasek na Odrze, położonej w sąsiedztwie tych obiektów. Nazwa wyspy (niem. Sandinsel, łac. Insula Arena) natomiast wywodzi się od znajdującego się na niej kościoła Najświętszej Marii Panny na Piasku. Jego łacińskie wezwanie Sancta Maria in Arena pochodzi od kaplicy św. Marii w Padwie, zbudowanej w miejscu dawnej areny cyrku, która w czasach rzymskich wysypywana była piaskiem (łac. arena).